# 越南人民军第10师
越南人民軍第10師是越南人民軍陸軍下屬的步兵師，屬於第4軍。該師每年的新兵大多數爲峴港和平定兩地的居民。

## 歷史
1972年9月20日，西原黨委和戰地指揮部在中央軍委和越南人民軍總部批准下成立該師。

## 編制
- 師長：何曰璉大校

### 結構
- 師部（師機關）：參謀室、政治室、後勤室、技術室
- 第28步兵團、第66步兵團、第24步兵團
- 第4砲兵團
- 第15裝甲營
- 第16高射砲營
- 第24軍醫營
- 第25運輸營
- 第18通信營
- 第17工兵營